# Laurence Fishburne
Laurence Fishburne   (Augusta, 30 de juliol de 1961) és un actor estatunidenc.

## Biografia
Després d'haver passat la seva infantesa a Brooklyn, entre a la cèlebre escola d'art dramàtic; l'Actors Studio, on aprèn l'ofici de comediant. El 1979, amb només 18 anys, coneix Francis Ford Coppola a  Apocalypse Now . Els anys 90 marquen l'apogeu d'aquest actor afroamericà. És fins i tot nominat per l'Oscar al millor actor per a la seva interpretació d'Ike Turner, el marit violent de Tina Turner a la pel·lícula consagrada a la vida de la cantant:  Tina . El 1995, és el primer afroamericà en interpretar Otel·lo al cinema. Guanya definitivament el seu lloc a Hollywood amb el seu paper de Morpheus a Matrix el 1999.
És casat des del 20 de setembre de 2002 amb Gina Torres, més coneguda pels seus papers en les sèries de televisió Angel, Firefly i  24 hores chrono  i per la pel·lícula Serenity.
El 18 d'agost de 2008 en un comunicat, CBS ha declarat que Laurence Fishnburne reemplaçaria l'actor William Petersen en la sèrie  CSI: Crime Scene Investigation  en el moment del 10è episodi de la novena temporada (2008-2009), que és l'últim episodi en el qual apareixerà el personatge de Gil Grissom interpretat per Petersen).

## Filmografia

### Actor
- One Life to Live sèrie TV (1973–1976)
- Cornbread, Earl and Me (1975)
- Fast Break (1979)
- Apocalypse Now (1979)
- Willie & Phil (1980)
- Death Wish II (1982)
- Rumble Fish (1983)
- For Us the Living: The Medgar Evers Story (1983)
- The Cotton Club (1984)
- Attack Me With Your Love per Cameo vídeo musical (1985)
- El color púrpura (1985)
- Miami Vice (1986)
- Argent viu (Quicksilver) (1986)
- La banda de la mà (Band of the Hand) (1986)
- Come to Me per Robert Brookins vídeo musical (1987)
- Malson a Elm Street 3 (A Nightmare on Elm Street 3: Dream Warriors) (1987)
- Jardins de pedra (Gardens of Stone) (1987)
- Cherry 2000 (1987)
- Danko (Red Heat) (1988)
- School Daze (1988)
- Cadence (1990)
- King of New York (1990)
- Decoration Day (1990)
- Acció judicial (Class Action) (1991)
- Boyz N The Hood (1991)
- La cara bruta de la llei (Deep Cover) (1992)
- TriBeCa sèrie TV (1993)
- What's Love Got to Do with It (1993)
- Searching for Bobby Fischer (1993)
- Alien Warrior (1994)
- Higher Learning (1995)
- Otel·lo (1995)
- Just Cause (1995)
- Males companyies (Bad Company) (1995)
- The Tuskegee Airmen (1995)
- Fugitius encadenats (1996)
- Miss Evers' Boys (1997)
- Caps de la màfia (Hoodlum) (1997)
- Event Horizon (1997)
- Always Outnumbered (1998)
- The Matrix (1999)
- Once in the Life (2000)
- Michael Jordan to the Max (2000)
- Osmosis Jones (2001)
- Deep Cover / Chill Factor (2001)
- Biker Boyz (2003)
- The Matrix Reloaded (2003)
- Mystic River (2003)
- The Matrix Revolutions (2003)
- Assault on Precinct 13 (2005)
- True Crime: New York City (Videojoc, 2005)
- Five Fingers (2006)
- Akeelah and the Bee (2006)
- Missió: Impossible III (Mission: Impossible III) (2006)
- Bobby (2006)
- Bobby Z (2007)
- TMNT: Tortugues Ninja Joves Mutants (TMNT) (2007)
- Fantastic Four: Rise of the Silver Surfer (2007)
- 21 (2008)
- Tortured (2008)
- Days of Wrath (2008)
- Armored (2009)
- L'home d'acer (2013)
- Batman contra Superman: L'alba de la justícia (2016)
- John Wick: Chapter 3 - Parabellum (2019)
- Where'd You Go, Bernadette (2019)
- The Ice Road (2021)
- John Wick: Chapter 4 (2023)

### Televisió
- Pee-wee's Playhouse Cowboy Curtis (1986–1990)
- CSI: Crime Scene Investigation Dr. Raymond Langston, CSI (2008–2011)

### Productor
- TriBeCa sèrie TV (1993)
- Hoodlum (1997)
- Once in the Life (2000)
- Akeelah and the Bee (2006)

### Guionista
- Once in the Life (2000)

### Director
- Once in the Life (2000)

## Premis i nominacions

### Premis
- 1993: Primetime Emmy al millor actor convidat en sèrie dramàtica per Tribeca
- 1997: Primetime Emmy al millor telefilm per Miss Evers' Boys

### Nominacions
- 1994: Oscar al millor actor per What's Love Got to Do with It
- 1996: Globus d'Or al millor actor en minisèrie o telefilm per The Tuskegee Airmen
- 1996: Primetime Emmy al millor actor en minisèrie o especial per The Tuskegee Airmen
- 1997: Primetime Emmy al millor actor en minisèrie o especial per Miss Evers' Boys
- 2011: Primetime Emmy al millor actor en minisèrie o telefilm per Thurgood